# 上弗拉瓜國家自然公園

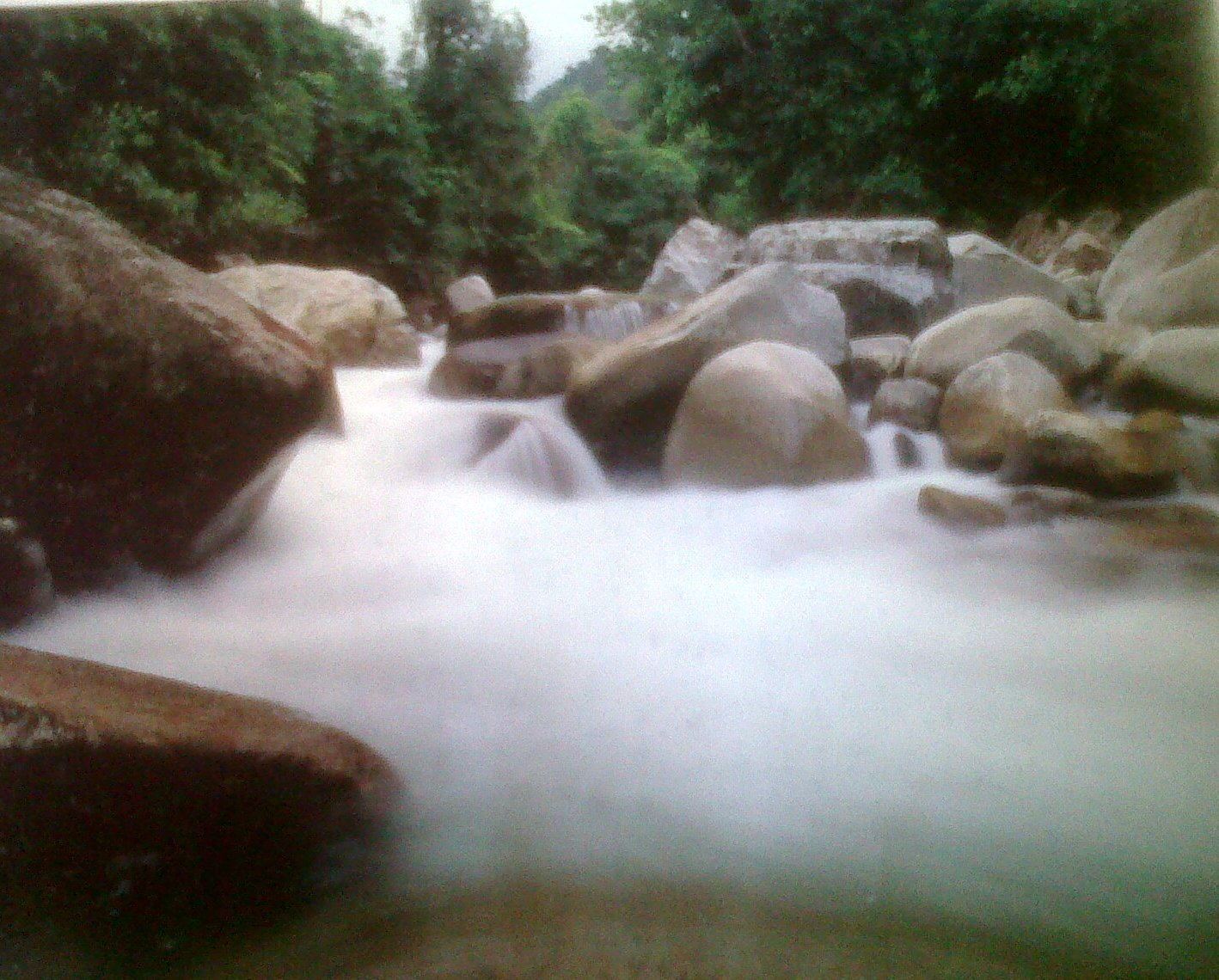

上弗拉瓜國家自然公園（西班牙語：Parque nacional natural Alto Fragua Indi-Wasi），是哥倫比亞的國家公園，位於該國南部卡克塔省，處於哥倫比亞東部山脈，成立於2002年2月25日，面積762.5平方公里。